# Strigocossus capensis
Strigocossus capensis is een vlinder uit de familie van de Houtboorders (Cossidae). De wetenschappelijke naam van deze soort werd voor het eerst gepubliceerd in 1856 door Francis Walker als Zeuzera capensis.

## Verspreiding
De soort komt voor in tropisch Afrika waaronder Congo-Kinshasa, Oeganda, Kenia, Rwanda, Burundi, Tanzania, Angola, Zambia, Malawi, Mozambique, Zimbabwe, Namibië, Zuid-Afrika.

## Waardplanten
De rups leeft op:
- Fabaceae
  - Cassia bicapsularis
  - Cassia siamea
  - Cassia laevigata
  - Senna didymobotrya
- Euphorbiaceae
  - Ricinus communis
- Malvaceae
  - Abutilon spec.
  - Hibiscus fuscus
  - Pavonia columella